# 伯奈兹河畔圣伊莱尔
伯奈兹河畔圣伊莱尔（法語：Saint-Hilaire-sur-Benaize，法語發音：[sɛ̃.t‿ilɛʁ syʁ bənɛz]）是法国安德尔省的一个市镇，位于该省西南部，属于勒布朗区。

## 地理
伯奈兹河畔圣伊莱尔（46°33'43"N, 1°4'29"E）面积32.61 平方千米，位于法国中央-卢瓦尔河谷大区安德尔省，该省份为法国中部省份，北起卢瓦-谢尔省，西北接安德尔-卢瓦尔省，西南接维埃纳省，南至克勒兹省和上维埃纳省，东临谢尔省。
与伯奈兹河畔圣伊莱尔接壤的市镇（或旧市镇、城区）包括：孔克勒米耶、莫维耶尔、贝蒂讷、利格莱。

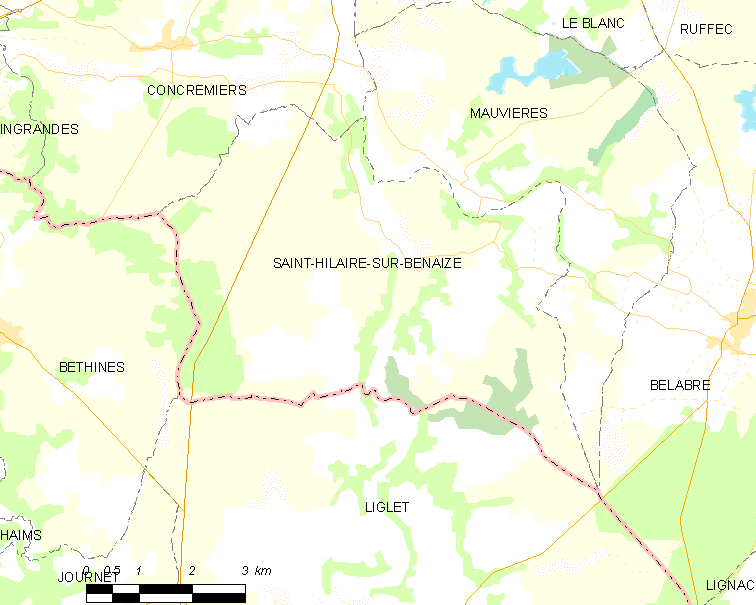
伯奈兹河畔圣伊莱尔的OSM定位图

伯奈兹河畔圣伊莱尔的时区为UTC+01:00、UTC+02:00（夏令时）。

## 行政
伯奈兹河畔圣伊莱尔的邮政编码为36370，INSEE市镇编码为36197。

## 政治
伯奈兹河畔圣伊莱尔所属的省级选区为圣戈捷县。

## 人口

1962-2008年间伯奈兹河畔圣伊莱尔人口变化图示

伯奈兹河畔圣伊莱尔于2022年1月1日时的人口数量为314人。